# 420 (číslo)
Čtyři sta dvacet je přirozené číslo. Následuje po číslu čtyři sta devatenáct a předchází číslu čtyři sta dvacet jedna. Římskými číslicemi se zapisuje CDXX a řeckými číslicemi υκ. 

## Matematika
420 je:
- Abundantní číslo
- Složené číslo
- Nešťastné číslo

## Astronomie
- (420) Bertholda je planetka hlavního pásu, kterou objevil v roce 1896 Max Wolf

## Ostatní
- +420 je mezinárodní telefonní předvolba Česka
- 420 je také označení pro lodní třídu
- 420 je označení pro světový den marihuany
- Hra Modrá velryba má také název Vzbuď mě v 4:20

## Roky
- 420
- 420 př. n. l.